# Festival Woodstock Polonia
El Festival Woodstock Polonia o Przystanek Woodstock (literalmente, «Estación Woodstock») es un festival de rock que tiene lugar todos los años en Polonia desde 1995. Está inspirado en el Festival de Woodstock que tuvo lugar en Estados Unidos en 1969, y del que proviene su nombre y su ambiente hippie. Organizado por la ONG Gran Orquesta de Ayuda Navideña, la entrada es gratuita.
Desde la undécima edición, los organizadores publicitan Przystanek Woodstock como «el mayor festival al aire libre de Europa».[cita requerida] El récord en asistencia tuvo lugar en 2014, cuando el festival atrajo a unas  750 000 personas.

## Nombre
El nombre Przystanek Woodstock («Estación Woodstock») tiene dos fuentes de inspiración. Woodstock remite al Festival de Woodstock, que se celebró en 1969 en el estado de Nueva York, en Estados Unidos. Por su parte, Przystanek hace referencia a la exitosa serie de televisión Northern Exposure, conocida en Polonia como Przystanek Alaska.

## Historia

### Antecedentes

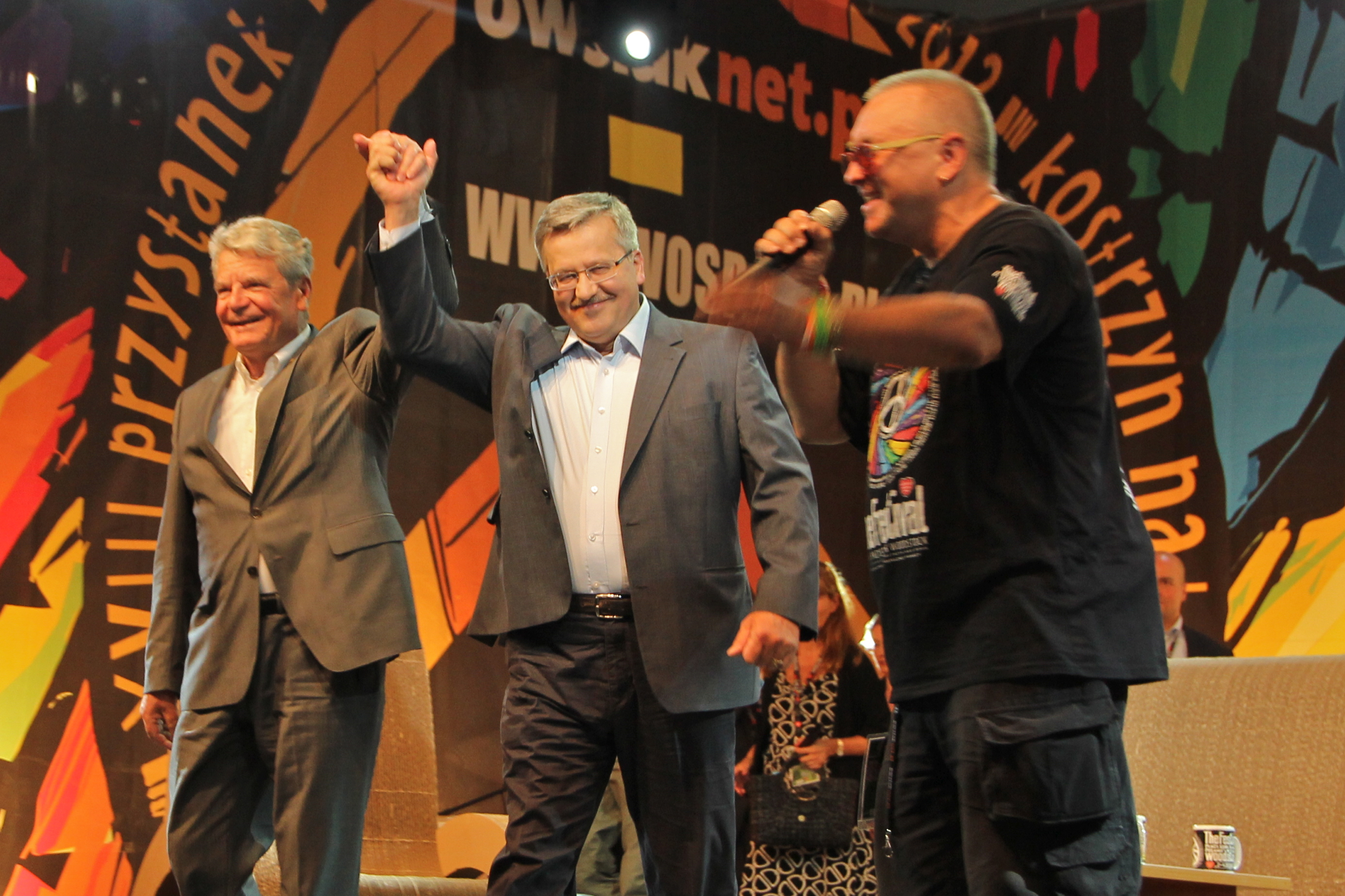
Los presidentes Bronisław Komorowski (Polonia) y Joachim Gauck (Alemania) en el Festival Woodstock Polonia de 2012.

Jerzy Owsiak debutó con éxito como organizador de festivales con Letnia Zadyma w Środku Zimy («Barullo de Verano en Mitad del Invierno»), que se celebró en el club Stodoła de Varsovia el 27 de enero de 1989.
En 1993, Owsiak cofundó la ONG Gran Orquesta de Ayuda Navideña. La fundación de esta ONG es la organizadora del festival, que es gratuito al estar pensado como una muestra de agradecimiento a sus voluntarios.
La idea de organizar el Festival Woodstock nació en 1994, coincidiendo con Woodstock 94, festival conmemorativo de los 25 años desde el festival original de Woodstock. Finalmente, la idea se materializó en 1995.

### Historia del festival

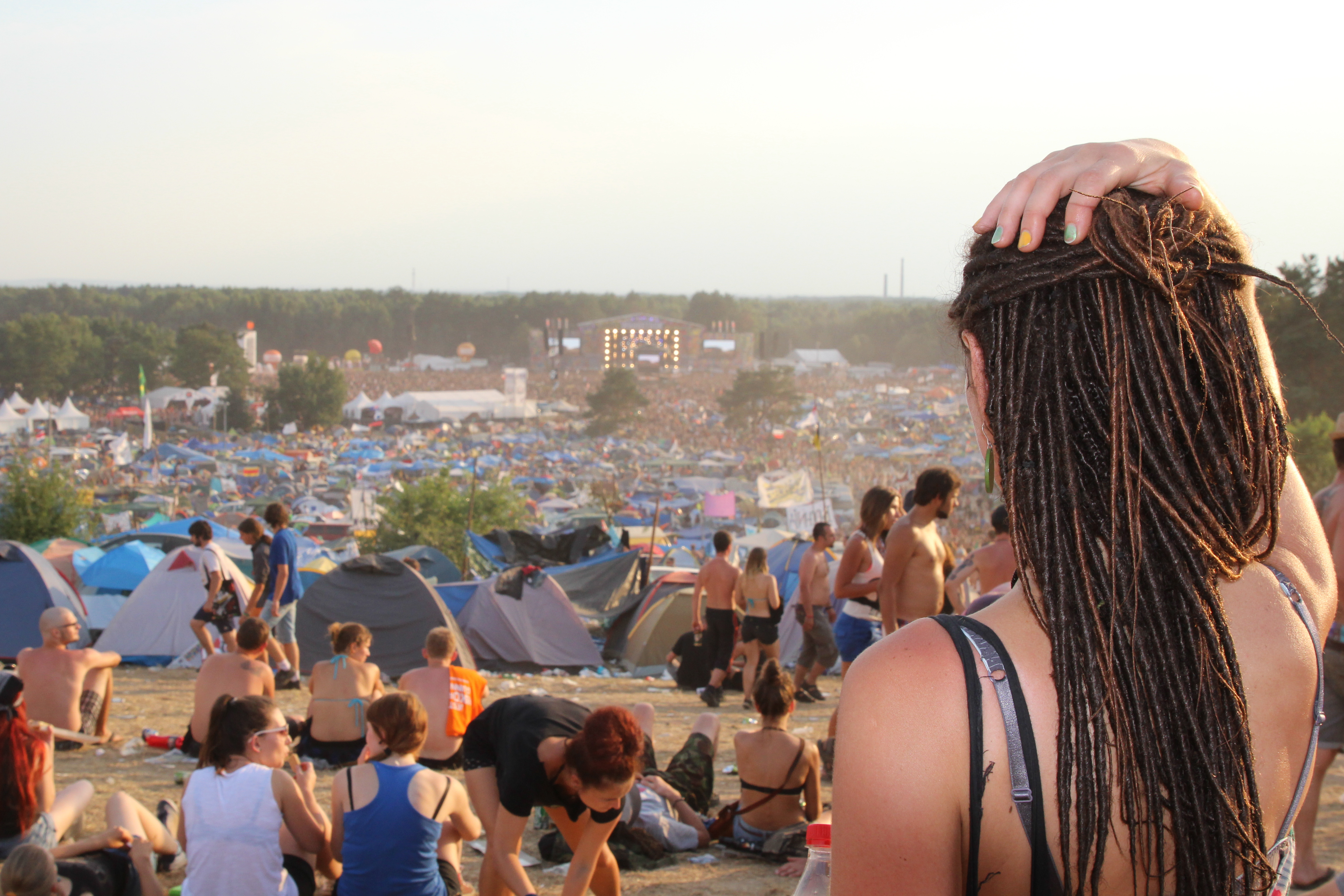
Festival Woodstock Polonia de 2013.

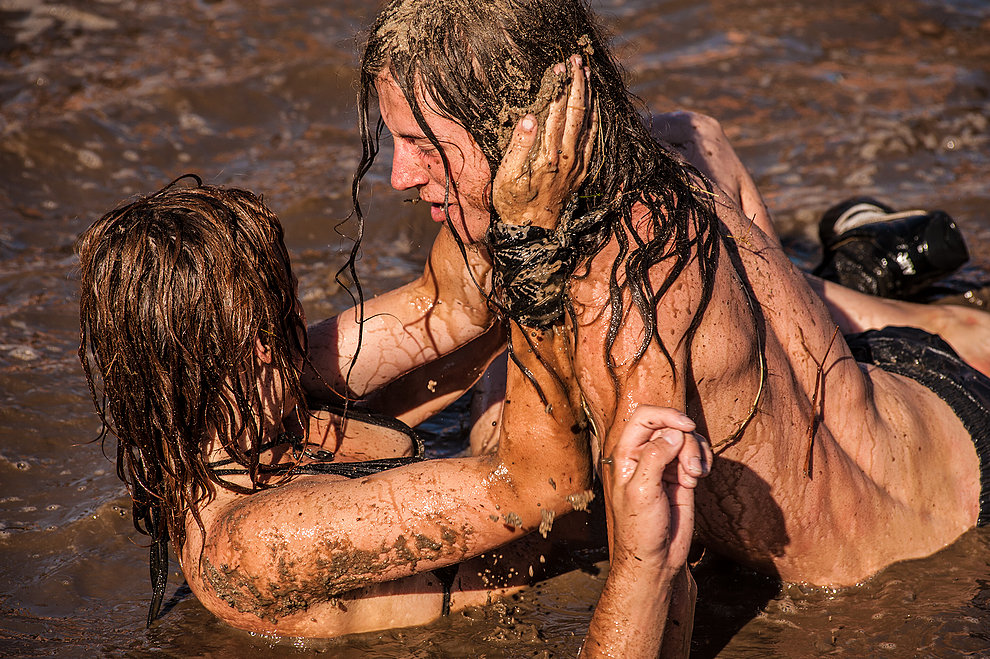
Las peleas en el barro se han convertido en una tradición del festival.

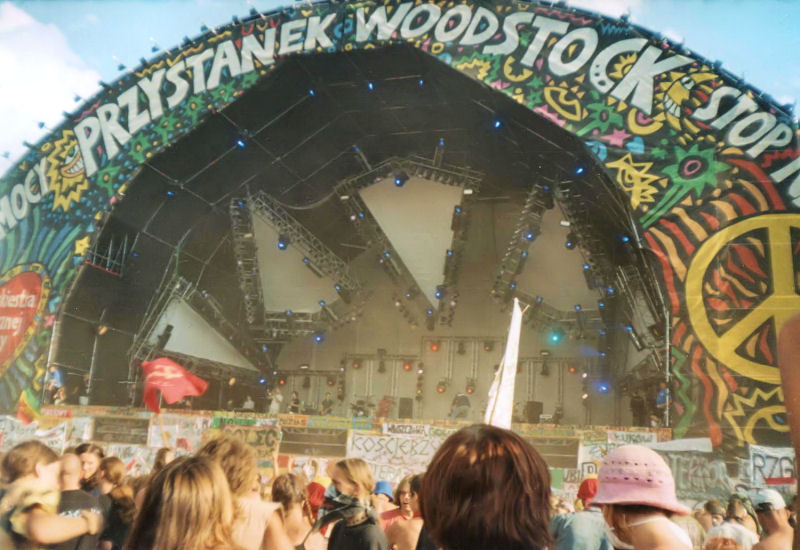
Festival Woodstock Polonia de 2003, celebrado en Żary.

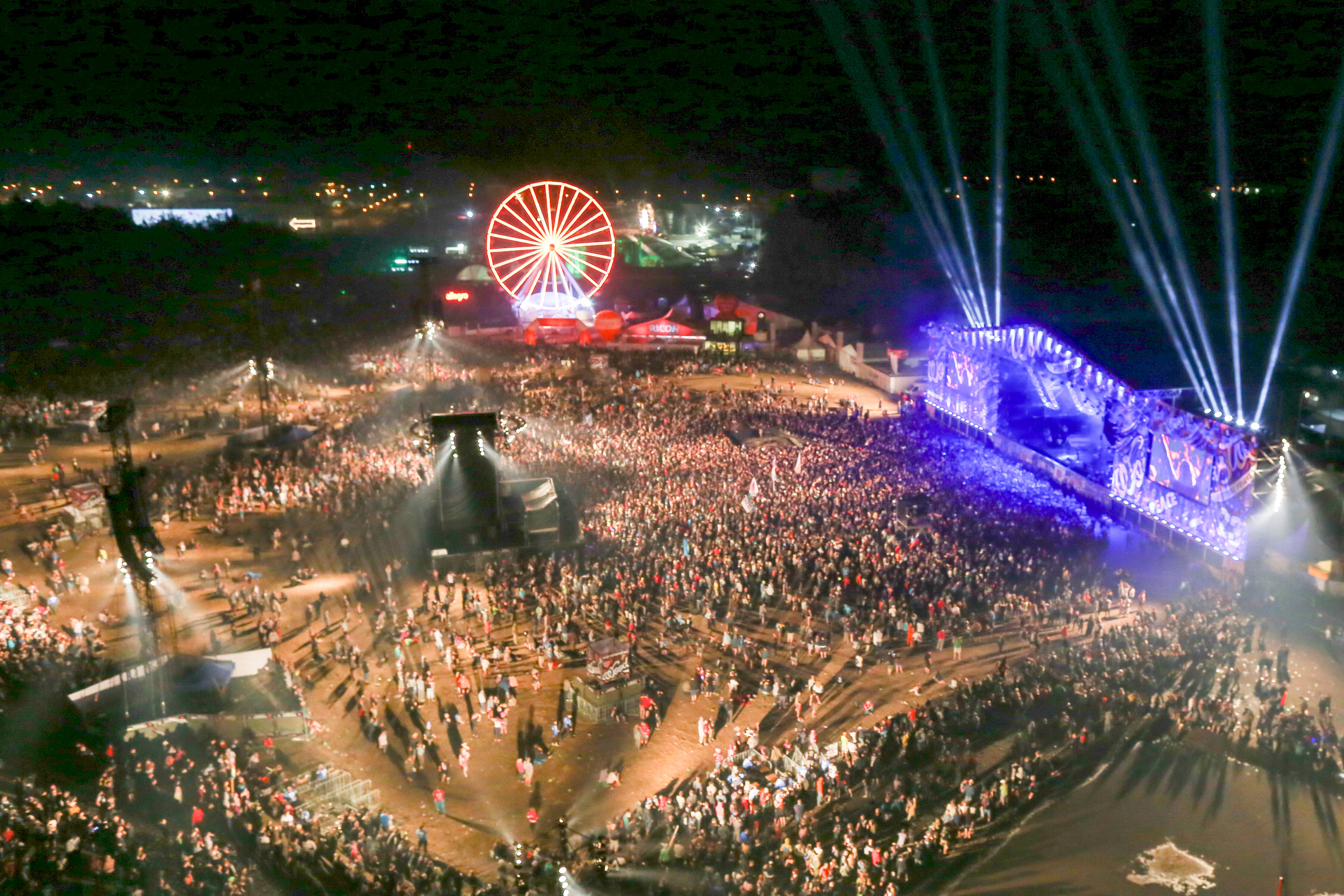
Festival Woodstock Polonia de 2017, celebrado en Kostrzyn nad Odrą.

La primera edición del festival se celebró entre el 15 y el 16 de julio de 1995 en Czymanowo, cerca del lago Żarnowiec, bajo el lema Amor, Amistad, Música. Actuaron, entre otros, Carrantouhill, Skankan, Żuki, Myslovitz, Ira y Urszula. Al igual que en el festival de Jarocin, en Woodstock no se vendió alcohol.
La segunda edición tuvo lugar en Dąbie, un distrito de Szczecin, en 1996. En esta ocasión, se relajó parcialmente la ley seca, permitiéndose la venta de cerveza.
Entre 1997 y 2003, el festival se celebró en Żary. La tercera edición estaba programada para julio, pero se pospuso a agosto debido a las graves inundaciones que sufrió gran parte de Polonia.
El festival de 2000 iba a tener lugar en Lębork, pero, debido a la incertidumbre en la obtención de permisos y a las protestas de organizaciones locales (Komitet obrony Moralności «Comité para la Defensa de la Moral»), tuvo que cancelarse. Sin embargo, se presentaron más de 1000 personas y organizaron un picnic improvisado de rock'n'roll, sin la asistencia de agrupaciones musicales profesionales. Este festival sería apodado Dziki Przystanek Woodstock («Festival Salvaje de Woodstock»).
La edición de 2002 fue grabada para producir la película-concierto Przystanek Woodstock. Najgłośniejszy Film Polski («Estación Woodstock. La película más ruidosa de Polonia»), que se proyectó en los cines polacos al año siguiente y participó en varios festivales internacionales de cine.
En el festival de 2003, Jerzy Owsiak protagonizó un incidente al arremeter contra tres puestos de venta de gafas de sol, por lo que fue condenado a pagar una multa de 1600 PLN. A raíz de esta polémica, el festival dejó de celebrarse en Żary.
Desde 2004, el festival se celebra en la localidad de Kostrzyn nad Odrą.